# 中書島站
中書島站（日语：／ Chūshojima eki */?）是一個位於日本京都府京都市伏見區葭島矢倉町，屬於京阪電氣鐵道的鐵路車站。車站編號是KH28。

## 車站結構
對向式月台之間設有1面島式月台，合計3面4線的地面車站。站舍設於南北雙方（北閘口為1號月台、南閘口為4號月台，各自靠近淀屋橋一側），各月台以跨線橋與地下道聯絡。跨線橋與各月台以升降機聯絡。

### 月台配置
| 月台 | 路線     | 方向 | 目的地                             |
| ---- | -------- | ---- | ---------------------------------- |
| 1    | 京阪本線 | 上行 | 丹波橋、三條、出町柳方向           |
| 2    | 京阪本線 | 下行 | 枚方市、京橋、淀屋橋、中之島線方向 |
| 3、4 | 宇治線   |      | 六地藏、黄檗、宇治方向             |

### 配線圖
|                                               | ↑ 京阪本線 三條、出町柳方向        |                           |
| ← 京阪本線 枚方市、京橋、淀屋橋、中之島線方向 | 京阪電氣鐵道 中書島站 構內配線略圖 | → 宇治線 六地藏、宇治方向 |
| 图例 参考文献：                               |                                    |                           |

## 使用情況
2017年（平成29年）度的1日平均上下車人次為11,912人。
近年的1日使用人數推移如下表。
| 年度   | 上下車人次 | 上車人次 |
| ------ | ---------- | -------- |
| 2007年 | 12,893     | 6,082    |
| 2008年 | 13,249     | 6,633    |
| 2009年 | 12,975     | 6,438    |
| 2010年 | 13,679     | 6,762    |
| 2011年 | 13,093     | 6,421    |
| 2012年 | 13,393     | 6,608    |
| 2013年 | 12,940     | 6,534    |
| 2014年 | 13,143     | 6,649    |
| 2015年 | 14,326     | 7,213    |
| 2016年 | 11,700     | 5,811    |
| 2017年 | 11,912     | 5,915    |

## 相鄰車站
京阪電氣鐵道
 京阪本線
■快速特急「洛樂」
通過
□Liner（只限平日運行）、■特急、■通勤快急（只限平日下行運行）、■快速急行
樟葉（KH24）－中書島（KH28）－丹波橋（KH30）
■急行
石清水八幡宮（KH26）－中書島（KH28）－丹波橋（KH30）
■急行（淀始終到列車）
淀（京都競馬場）（KH27）－中書島（KH28）－丹波橋（KH30）
■通勤準急（只限平日下行運行）、■準急、■普通
淀（京都競馬場）（KH27）－中書島（KH28）－伏見桃山（KH29）
 宇治線（所有列車各站停車）
中書島（KH28）－觀月橋（KH71）

## 外部連結
- 中書島 - 京阪電氣鐵道